# Polena, Blagoevgrad
Polena (în bulgară Полена) este un sat în partea de sud-vest a Bulgariei, în regiunea Blagoevgrad. Aparține administrativ de comunei Simitli.  La recensământul din 2011 avea o populație de 700 de locuitori.

## Demografie
Componența etnică a satului Polena
     Bulgari (63,14%)
     Nicio identificare (36,85%)
     Altele (0%)
La recensământul din 2011, populația satului Polena era de 700 locuitori. Din punct de vedere etnic, majoritatea locuitorilor (63,14%) erau bulgari. Pentru 36,85% din locuitori nu este cunoscută apartenența etnică.